# Fire Emblem Ankoku Ryū to Hikari no tsurugi
Fire Emblem: Shadow Dragon and the Blade of Light (Nhật: ファイアーエムブレム 暗黒竜と光の剣 Hepburn: Faiā Emuburemu: Ankoku Ryū to Hikari no Tsurugi, lit. 'Fire Emblem: Dark Dragon and the Sword of Light') là một trò chơi nhập vai chiến thuật do Intelligent Systems và Nintendo R & D1 phát triển, Nintendo xuất bản cho Famicom. Đây là phần đầu tiên trong loạt Fire Emblem và xuất bản lần đầu ở Nhật Bản năm 1990. Lấy bối cảnh tại lục địa hư cấu Archanea, game tiếp nối câu chuyện vềMarth, hoàng tử của vương quốc Altea, trên con đường giành lại ngai vàng của mình sau khi bị phù thủy độc ác Gharnef và chủ nhân bóng tối Medeus của hắn là Shadow Dragon, buộc anh phải sống lưu vong. Thành lập liên minh mới với các vương quốc láng giềng, Marth phải tập hợp một đội quân mới để giúp anh lấy lại thanh kiếm thiêng Falchion và chiếc khiên Fire Emblem nhằm đánh bại Gharnef và Medeus cũng như cứu lấy vương quốc của anh ta. Trò chơi xoay quanh các trận chiến theo lượt trên bản đồ dạng lưới, với các đơn vị bị đánh bại phải chịu cái chết vĩnh viễn.
Bắt đầu phát triển vào năm 1987, game được hình thành bởi nhà thiết kế và nhà văn Kaga Shouzou, ông muốn kết hợp các yếu tố chiến lược của dự án mô phỏng trước đó của Intelligent Systems là  Famicom Wars, với câu chuyện, các nhân vật, và thế giới của trò chơi điện tử nhập vai truyền thốngFirst Queen (1988) củaKure Software. Terasaki Keisuke làm đạo diễn và Yokoi Gunpei sản xuất, phần âm nhạc do Tsujiyoko Yuka sáng tác. Quy mô của trò chơi yêu cầu nhóm cần phải tìm cách giải quyết các vấn đề về bộ nhớ lưu trữ trong khi vẫn cân bằng với đồ họa và cốt truyện. Mặc dù ban đầu doanh thu và sự đón nhận từ giới phê bình còn hời hợt, nhưng sau đó game đã trở nên phổ biến, ra mắt loạt Fire Emblem. Trò chơi sau này được ghi công là đã phổ biến thể loại nhập vai chiến thuật nói chung.
Trò chơi đã chính thức được bản địa hóa và phát hành lần đầu tiên ra bên ngoài Nhật Bản trên Nintendo Switch vào ngày 4 tháng 12 năm 2020 nhân kỷ niệm 30 năm nhượng quyền thương mại. Phiên bản cập nhật này có các cải tiến mới về mặt chất lượng cuộc sống, như có thể tua đi và tua lại nhanh qua các lượt của người chơi và kẻ địch, cũng như khả năng tạo điểm dừng khi đang chơi.

## Lối chơi

Trận chiến trong Fire Emblem: Shadow Dragon and the Blade of Light: trên ảnh hiển thị đội quân của Marth trong lượt của người chơi

Fire Emblem: Shadow Dragon and the Blade of Light là một trò chơi nhập vai chiến thuật trong đó người chơi đóng vaiMarth và điều khiển đội quân đang phát triển của anh ta trong những chiến dịch của họ trên khắp lục địa Archanea. Trò chơi tiến triển theo kiểu tuyến tính, với các bản đồ sẽ được mở khóa sau đó và chơi theo cốt truyện. Mỗi nhân vật có thể điều khiển sẽ được chỉ định cho lớp nhân vật duy nhất có các chức năng khác nhau trong trận chiến, chẳng hạn như cưỡi ngựa hoặc có thể sử dụng ma thuật. Lớp của một đơn vị ảnh hưởng đến phạm vi di chuyển và sức mạnh của họ trên chiến trường; Các đơn vị kỵ binh hoặc không binh có tính cơ động cao hơn, cung thủ có phạm vi tấn công lớn hơn, trong khi các nhân vật được bọc giáp nặng có khả năng phòng thủ nhiều hơn. Mỗi nhân vật có một lớp nhân vật được thiết lập và mỗi khi một đơn vị tăng cấp độ kinh nghiệm, các chỉ số khác nhau của nó sẽ ngẫu nhiên tăng lên. Có thể chiêu mộ tổng cộng 25 nhân vật trong suốt trò chơi và 21 lớp có sẵn cho phần lớn các nhân vật, ngoại trừ nhân vật chính Marth.
Các trận chiến sử dụng hệ thống chiến đấu theo lượt, với số lượng hạn chế các đơn vị của người chơi và đơn vị của kẻ địch sẽ thay phiên nhau, di chuyển trên một chiến trường dạng lưới, chiến thắng bằng cách đánh bại các đơn vị địch chủ chốt như chỉ huy và các nhân vật trùm khác. Trong trận chiến, game sẽ chuyển sang một đấu trường chiến đấu chuyên dụng, ở đây trận chiến sẽ diễn ra trong thời gian thực. Mỗi hành động mang lại điểm kinh nghiệm (EXP) và khi nhân vật kiếm được 100 EXP, họ sẽ thăng cấp, lượng máu của họ tăng lên và số liệu thống kê do lớp nhân vật chỉ định sẽ được nâng lên một cách ngẫu nhiên. Trong các nhiệm vụ, bạn có thể ghé thăm các thị trấn và người bán hàng bí mật để có thể mua các vật phẩm mới như bình thuốc chữa bệnh, vũ khí và áo giáp. Vũ khí và áo giáp dành riêng cho các nhân vật đều khác nhau, và mỗi vũ khí đều có giới hạn chịu đựng và sẽ vỡ khi đạt đến giới hạn. Tiền tệ bị giới hạn trong một số sự kiện theo kịch bản hoặc do người chơi điều khiển hoặc đặt cược vào các trận chiến trên đấu trường. Nếu một nhân vật chết trong trận chiến, họ phải chịu cái chết vĩnh viễn, bị loại khỏi các nhiệm vụ tiếp theo và phần còn lại của cốt truyện. Trò chơi kết thúc nếu Marth thua trận chiến.

## Tóm tắt
Cách đây rất lâu, lục địa Archanea đã bị Đế chế Dolhr xâm lược, dẫn đầu là Shadow Dragon, Medeus. Anri, một thanh niên đến từ Altea, đã đánh bại Shadow Dragon bằng thần kiếm Falchion. Vương quốc Archanea hồi phục và thế giới bước vào kỷ nguyên hòa bình. Tuy nhiên, 100 năm sau, Medeus được phù thủy độc ác Gharnef hồi sinh, kẻ đã chinh phục bang Khadein. Cả hai thành lập một liên minh với các vương quốc Macedon và Grust để chinh phục thế giới. Vua Cornelius của Altea và là người kế vị của Anri, lấy Falchion và ra trận để chiến đấu với chúng, để lại con trai Marth và con gái Elice cho đồng minh của Altea là Gra trông coi. Tuy nhiên, Gra đã về phe Dolhr và phản bội Altea; Cornelius bị giết, Falchion bị đánh cắp, và Elice hy sinh để Marth có thể trốn thoát. Cùng với một số hiệp sĩ, anh trú ẩn tại đảo quốc Talys.
Vài năm sau, Marth đẩy lùi một cuộc xâm lược của hải tặc đảo Talys, khiến nhà vua kết luận rằng anh đã sẵn sàng chiến đấu với Dolhr; ông gửi Marth ra ngoài cùng với một số thân tín nhất của ông và cả con gái của ông là Công chúa Caeda. Marth lần đầu tiên giải cứu vương quốc Aurelis và nhờ sự trợ giúp của em trai nhà vua là Công tước Hardin và thuộc hạ của anh ta. Anh gặp Công chúa Nyna, cô người cuối cùng còn sống của gia đình hoàng gia Archanean và là thủ lĩnh của cuộc kháng chiến chống lại Dohlr. Cô đưa cho anh ta Fire Emblem, một báu vật huyền thoại sẽ trao cho người anh hùng có thể giải cứu thế giới. Cả hai hành quân đến Archanea và giải phóng nó khỏi Grust. Sau một thời gian ngắn xâm nhập Khadein để tìm kiếm Falchion, Marth chiếm lại Altea. Anh biết rằng mẹ anh đã bị giết trong cuộc xâm lược và Gharnef đang giam giữ Elice làm tù nhân. Marth chiến đấu với Grust và tướng lĩnh hàng đầu của họ là Camus, anh là người đã giải cứu Nyna khỏi bị hành quyết dưới bàn tay của Dohlrian; anh chọn duy trì danh dự như một hiệp sĩ của Grust, và Marth buộc phải đánh bại anh ta.
Marth được liên lạc với Gotoh, một lão hiền triết thông thái, ông thông báo với anh rằng Gharnef đã sử dụng tome Imhullu, khiến hắn trở thành bất khả chiến bại; thứ duy nhất có thể đánh bại hắn chính là phép thuật của Starlight. Gotoh gửi Marth đến Fane of Raman để tìm nguyên liệu cần thiết để tạo ra Starlight; anh cũng giải cứu rồng thần Tiki. Marth sau đó kéo quân đến Macedon và hạ bệ tên Vua độc tài Michalis với sự trợ giúp của Minerva, em gái của Michalis. Ở đó, Gotoh tái chế lại Starlight. Marth kéo quân đến Khadein một lần nữa, đánh bại Gharnef, giành lại Falchion và giải cứu Elice. Sau đó, anh tìm đường đến Dolhr để chiến đấu và đánh bại Medeus, trả lại hòa bình cho vùng đất. Nếu Caeda sống sót sau các sự kiện của trò chơi, cô ấy và Marth sẽ thổ lộ tình yêu của họ dành cho nhau.

## Phát triển
Shadow Dragon and the Blade of Light do Intelligent Systems và Nintendo Research & Development 1 đồng phát triển. Bắt đầu sau khi Intelligent Systems chuyển sự chú ý của họ khỏi việc phát triển phần cứng cho Famicom để tạo ra thứ mà họ gọi là "trò chơi mô phỏng". Game do Terasaki Keisuke đạo diễn và Yokoi Gunpei sản xuất. Ý tưởng ban đầu do Kaga Shouzou sáng tạo ra, ông đóng vai trò là người viết kịch bản và thiết kế. Đồ họa và hình ảnh nhân vật do Ohsawa Tohru, Ohnishi Naotaka, Machida Satoshi và Muramatsu Toshitaka hợp tác xử lý. Âm nhạc do Tsujiyoko Yuka sáng tác với sự hướng dẫn kỹ thuật từ Tanaka Hirokazu. Tsujiyoko, người sẽ trở thành nhà soạn nhạc định kỳ cho loạt, đã tham gia vì bà là nhạc sỹ duy nhất sau đó được Intelligent Systems tuyển dụng. Nhóm phát triển ban đầu không lớn lắm và một số nhân viên đảm nhận nhiều nhiệm vụ.
Quá trình phát triển ý tưởng cho Shadow Dragon và Blade of Light bắt đầu vào năm 1987, ba năm trước khi phát hành. Ý tưởng lần đầu tiên được quyết định sau khi hoàn thành Famicom Wars, vì nhóm muốn thoát khỏi bối cảnh dựa trên chiến tranh của Famicom Wars và tạo ra một game nhập vai. Kaga  lần đầu tiên đề xuất dự án với Nintendo bằng một tài liệu thiết kế. Tài liệu bao gồm tất cả các yếu tố cơ bản, bao gồm cốt truyện, nhân vật chính và cơ chế chơi. Ở giai đoạn này, dự án được gọi là "Battle Fantasy Fire Emblem". Kaga trích dẫn First Queen (1988) của Kure Software là cảm hứng của trò chơi. Các nhân viên không bao giờ coi trò chơi là một sản phẩm thương mại, do Kaga định nghĩa đây chỉ là một dự án dōjin được thực hiện theo ý thích. Nhằm làm cho trò chơi có thể tiếp cận với nhiều đối tượng, Kaga đã cố gắng hết sức để tránh nhấn mạnh vào số liệu thống kê và các dữ liệu số khác. Thể loại của trò chơi đòi hỏi phải sử dụng nhiều bộ nhớ của hộp băng Famicom. Shadow Dragon và Blade of Light đã vượt quá giới hạn này, vì vậy Intelligent Systems đã sử dụng một phần bộ nhớ dành riêng cho việc lưu trò chơi để vượt qua giới hạn này. Với sự giúp đỡ của Nintendo, họ đã tạo ra một con chip mới để hộp băng có thể xử lý và hiển thị văn bản tiếng Nhật.

## Thế giới quan trong bản gốc tiếng Nhật

###### Vương quốc Akania (アカネイア王国)
Đất nước chủ chốt ở đại lục Akania, có lịch sử lâu đời nhất đại lục nhưng sau bị phân thành 7 vương quốc nhỏ. 100 năm trước thời điểm câu chuyện diễn ra, Akania bị Đế quốc Dorua xâm chiếm, đến thời điểm câu chuyện bắt đầu thì vương đô Pales đã thất thủ. Ngoại trừ vương nữ Nina, toàn bộ vương tộc đều bị xử tử.

###### Vương quốc Aritia (アリティア王国)
Đất nước do người hùng Anri, tổ tiên của nhân vật chính Marusu dựng nên. 100 năm trước, quốc vương đầu tiên của Aritia là Anri đã dùng thần kiếm Falcion đánh bại Hắc ám địa long Medius. 100 năm sau, Medius hồi sinh, lãnh đạo binh đoàn Dorua tấn công Aritia. Quốc vương Cornerius mang thần kiếm Falcion nghênh chiến nhưng bị nước đồng minh Gra phản bội, cuối cùng Aritia lâm vào cảnh diệt vong.

###### Vương quốc Orlean (オレルアン王国)
Vương quốc ở tận cùng phía Đông Bắc của đại lục. Đất nước này sở hữu vùng thảo nguyên rộng lớn nên được gọi "vương quốc thảo nguyên" và thành thạo ma thuật. Thời điểm bắt đầu câu chuyện, Orlean đã bị Makedonia chiếm lãnh nhưng em trai quốc vương là Hardin bao che cho vương nữ Nina đến đây lánh nạn và khởi nghĩa, tiến hành chiến tranh du kích.

###### Vương quốc Grunia (グルニア王国)
Đất nước nằm ở phía Tây Nam của đại lục, nổi danh với binh đoàn hắc kỵ sĩ do Camyu lãnh đạo. Kỵ binh Grunia được xem là tinh nhụê nhất đại lục, nhưng đất nước này vốn có ác cảm với Akania, quốc vương Grunia lại hèn yếu nên vội bắt tay ngay với Dorua để xâm chiếm Akania. Điều này dẫn đến bi kịch của hắc kỵ sĩ Camyu và vương nữ Nina vốn có tình cảm với nhau. Phân vân giữa lòng yêu nước và tình cảm cá nhân, cuối cùng Camyu đã đặt quốc gia lên đầu khiến Nina đau khổ. Đây là nguyên nhân chính dẫn đến bi kịch của Nina và Hardin và là nội dung chủ yếu của phiên bản làm lại Fire Emblem Monshō no Nazo. Grunia còn nổi danh với đội chiến xa "mộc mã đội".

###### Vương quốc Makedonia (マケドニア王国)
Đất nước phía Nam của đại lục, sở hữu vùng rừng rậm rộng lớn và nhiều đồi núi, nổi danh với binh đoàn phi long kỵ sĩ tinh nhuệ. Đất nước này là sản địa của loài phi long và thiên mã Pegasus. Makedonia được tiết lộ là do một người nô lệ tên Iote dựng nên trong bộ 2 của bản làm lại Fire Emblem Monshō no Nazo. Vào thời điểm câu chuyện, vương tử Michel bắt tay với Đế quốc Dorua, xâm chiếm các nước. Nhưng em gái là Minerva phản đối chính sách xâm lược của Michel và bỏ theo quân Aritia.

###### Vương quốc Taris (タリス王国)
Taris là hòn đảo nhỏ nối giữa biển đông. Trước thời điểm bắt đầu câu chuyện vài chục năm, một tộc trưởng trong số các bộ tộc trên đảo đã thống nhất đảo, lập nên đất nước này. Vì chưa thành lập được bao lâu nên vương quốc này không có bao nhiêu binh lực và phải dựa hoàn toàn vào lực lượng bị binh đánh thuê để phòng vệ. Ankoku Ryū to Hikari no Tsurugi mở đầu với bối cảnh hải tặc tấn công thành Taris, vương nữ Sida vội đến chỗ Marusu cầu cứu.

###### Vương quốc Gra (グラ王国)
Vương quốc giáp phía Đông của Aritia, bắt tay với Đế quốc Dorua, phản bội đồng minh để rồi chuốc lấy diệt vong sau này.

###### Kadain (カダイン)
Ma đạo quốc nằm ở phía Tây của đại lục. Đây là đất nước của các ma đạo sĩ với nhiều học viện pháp thuật. Sau khi hắc ám tư tế Garnef cai trị Kadain thì đất nước này đã bắt tay với Đế quốc Dorua.

###### Đế quốc Dorua (ドルーア帝国)
Đất nước này là một khu rừng nguyên sinh rộng lớn ở phía Tây Nam của đại lục Akania. Đây là nơi tập hợp của các Mamkut do Địa long vương Medius thống lĩnh. 100 năm trước khi câu chuyện bắt đầu, Medius tấn công Akania nhưng bị người hùng Anri đánh bại. 100 năm sau, Medius hồi sinh và lại tấn công Akania.

###### Kasimia (カシミア国)
Một tiểu quốc nằm trong liên bang Akania. Kasimia nối liền với đại lục bằng một cây cầu lớn. Nơi đây có thần điện Rhaman với nhiều châu báu quý giá.

## Cách chơi trong bản gốc tiếng Nhật
Đây là phiên bản đầu tiên trong loạt và định hình cho các phiên bản sau.
Dưới đây là những yếu tố không có trong các bản sau.
- Hệ tăng lữ không nhận được điểm kinh nghiệm (EXP) khi sử dụng gậy ma thuật. Nhưng binh chủng này lại nhận được EXPkhi bị địch tấn công bằng với số điểm EXPkhi hạ đơn vị địch đó.
- Khi lên cấp, một số nhân vật được gia tăng tối đa 4 chỉ số và có khi chỉ số tăng là 0%. Ở các bản sau, số này là trên 1%.
- Các đơn vị địch không có chỉ số may mắn (LUK) nên hệ vũ khí Devil không có tác dụng ngược với địch. Ở bản này và Gaiden thì chỉ số may mắn liên quan với khả năng tránh né ma thuật, nhưng từ Fire Emblem Monshō no Nazo trở đi thì chỉ số may mắn liên quan với khả năng tránh đòn tất sát.
- Ngoại trừ nhân vật Gato có chỉ số phòng ma thuật (MDF) 7 thì các nhân vật còn lại đều có MDF là 0.

Điều này không được người chơi chấp nhận nên đã được sửa chữa ở bản Monshō no Nazo, khi lên cấp thì nhân vật vẫn có khả năng gia tăng chỉ số MDF nhưng cơ hội rất thấp.
Cách tính toán các chỉ số trong chiến đấu khác với các bản sau.
- Người chơi vẫn có thể di chuyển con trỏ trong lượt đi của địch. Yếu tố này bị cắt bỏ ở bản sau. Đến lượt đi của người chơi, màn hình trở nên tối hơn và điều này cũng bị bỏ đi ở bản sau. Ở bản này, nếu nhấn nút đúng khi chuyển từ chương 8 sang chương 9 sẽ làm xuất hiện lỗi "kagemusha butai" và lỗi này cũng đã bị xóa trong bản Monshō no Nazo.
- Ở bản này, nếu nhân vật lựa chọn lệnh vứt, đổi hay sắp xếp vũ khí thì sẽ hết lượt ngay sau đó. Ở bản sau, sau khi lựa chọn những lệnh này thì nhân vật vẫn tiếp tục hành động được, dù không thể di chuyển tiếp.
- Số lượt chơi được hiển thị ở Ankoku Ryū chỉ đến 255, nhưng từ Gaiden trở đi thì số lượt là 999.
- Ở bản này, nhân vật chỉ có thể trao nhận Món đồ khi đã ra ngoài Bản đồ và phải tốn 10G một lượt, chỉ chứa được tối đa 40 Món đồ nên tốn rất nhiều lượt đi của người chơi. Vì vậy bản Monshō no Nazo đã cải thiện, cho phép chuyển Món đồ vào quân khố với khả năng chứa lớn hơn rất nhiều và không tốn phí.
- Ở bản này, nhân vật có thể lựa chọn vũ khí khi vào đấu trường. Nếu đanh chiến đấu mà vũ khí hỏng thì nhân vật sẽ ở trạng thái không thể chống cự cho đến khi hết lượt chiến đấu. Bản sau đã cải thiện điểm này. Và ở bản này, chỉ cần 2 nhân vật trong số 3 chị em Pegasus thay vì phải đủ cả ba như bản sau.
- Ngoài ra, Ankoku Ryū to Hikari no Tsurugi còn nhiều điểm dị biệt về thiết kế nhân vật, ngôn từ sử dụng,… so với Monshō no Nazo.

## Tên gọi
Ankoku Ryū to Hikari no Tsurugi thường được dịch sang Anh ngữ là Shadow Dragon and the Blade of Light, dịch sang Việt ngữ là "Hắc ám long và thanh kiếm ánh sáng" (bản dịch Như Thị Ngã Văn, Monshō no Nazo) và "Hắc ám long và quang kiếm" (bản dịch Asm65816, Monshō no Nazo).
Tên chính thức của phiên bản này được viết trong tiếng Nhật là 暗黒竜と光の剣, từ剣 có hai cách đọc. Nếu đọc theo âm Hán-Nhật thì sẽ là "ken", nhưng nếu đọc theo âm thuần Nhật sẽ là "tsurugi" (giống như "kiếm" là Hán-Việt còn "gươm" là thuần Việt). Chính vì vậy nên cả hai cách đọc "Ankoku Ryū to Hikari no ken" và "Ankoku Ryū to Hikari no Tsurugi" đều đúng. Nhưng ở phiên bản này, vì hạn chế ở mặt phần cứng nên toàn bộ chữ và lời thoại trong trò chơi chỉ dùng chữ kana mà không dùng Hán tự. Dựa theo lời thoại của một nhân vật trong trò chơi thì剣 được đọc là "tsurugi". Vì vậy có thể nói tên gọi chính thức của phiên bản này là Ankoku Ryū to Hikari no Tsurugi.
Nhưng dựa theo lời đọc trong đoạn quảng cáo trên truyền hình của bản remake, 新・暗黒竜と光の剣 được đọc là "Ankoku Ryū to Hikari no ken".
Sau này cũng gặp một trường hợp tương tự. Phiên bản 封印の剣 được đọc là "Fūin no tsurugi" nhưng bản 烈火の剣 lại được đọc là "Rekka no ken" dù cả hai đều có cùng chữ Hán cuối cùng.